# Live from Studio 6H
"Live from Studio 6H" é o décimo nono episódio da sexta temporada da série de televisão de comédia de situação norte-americana 30 Rock, e o 122.° da série em geral. Teve o seu argumento co-escrito por Jack Burditt e pela produtora executiva e actriz principal Tina Fey, sob realização de Beth McCarthy-Miller. Nos Estados Unidos, a sua transmissão original ocorreu ao vivo na noite de 26 de Abril de 2012 através da rede de televisão National Broadcasting Company (NBC), marcando assim a segunda vez que um episódio de 30 Rock foi transmitido ao vivo, após "Live Show" em Outubro de 2010. Naquela noite ocorreram duas transmissões ao vivo diferentes, uma para a Costa Oriental dos EUA e outra para a Costa Ocidental dos EUA.
Dentre as estrelas convidadas para o episódio, estão inclusas Fred Armisen, Jimmy Fallon, Will Forte, Chris Parnell, Amy Poehler, Kristen Schaal, Sue Galloway, e Cheyenne Jackson. O actor Jon Hamm e o músico inglês Paul McCartney também fizeram aparições, porém apenas na transmissão para a Costa Oriental, enquanto a personalidade Kim Kardashian e o apresentador de televisão Brian Williams participaram apenas da transmissão para a Ocidental. O episódio ao vivo foi primeiramente anunciado pelo produtor e actor principal Alec Baldwin e, similarmente à vez passada, foi filmado na Cidade de Nova Iorque no Estúdio 8H, local frequentemente usado para as filmagens de Saturday Night Live (SNL), com configuração de câmara múltipla.
No episódio, quando os executivos da empresa Kabletown anunciam que deixarão de financiar os custos para manter o The Girlie Show with Tracy Jordan (TGS) transmitido ao vivo semanalmente, a argumentista-chefe Liz Lemon (interpretada por Fey) e Jack Donaghy (Baldwin) apercebem-se que as suas vidas tornar-se-ão muito mais fáceis se filmarem episódios rápidos e baratos. Entretanto, o contínuo Kenneth Parcell (Jack McBrayer) protesta, insistindo que nada pode substituir a experiência comum da televisão ao vivo. Então, faz esforços para convencer a equipa do TGS a lutar pelo direito do programa ser transmitido ao vivo. "Live from Studio 6H" faz referências explícitas à séries de televisão e programas de variedades antigos como The Honeymooners e The Dean Martin Show, criando humor através da quebra da quarta parede e reconhecendo que os actores estão a interpretar personagens fictícias.
Em geral, embora não universalmente, "Live from Studio 6H" foi recebido com aclamação pela crítica especialista em televisão do horário nobre, com elogios sendo direccionados ao enredo, desempenho do elenco e participações especiais, inclusive as de Schaal, Glover e Hamm. De acordo com os dados publicados pelo sistema de mediação de audiências Nielsen Ratings, o episódio foi assistido em uma média de 3,47 milhões de domicílios ao longo da sua transmissão original norte-americana, e foi-lhe atribuída a classificação de 1,5 e seis de share no perfil demográfico dos telespectadores entre os dezoito aos 49 anos de idade. O desempenho de Baldwin rendeu-lhe uma nomeação a um prémio Emmy do horário nobre, assim como Hamm. Não obstante, o episódio atraiu repercussão negativa na imprensa mediática, sendo acusado de blackface por parte de Hamm, culminando na sua remoção de todas as plataformas de transmissão de 30 Rock.

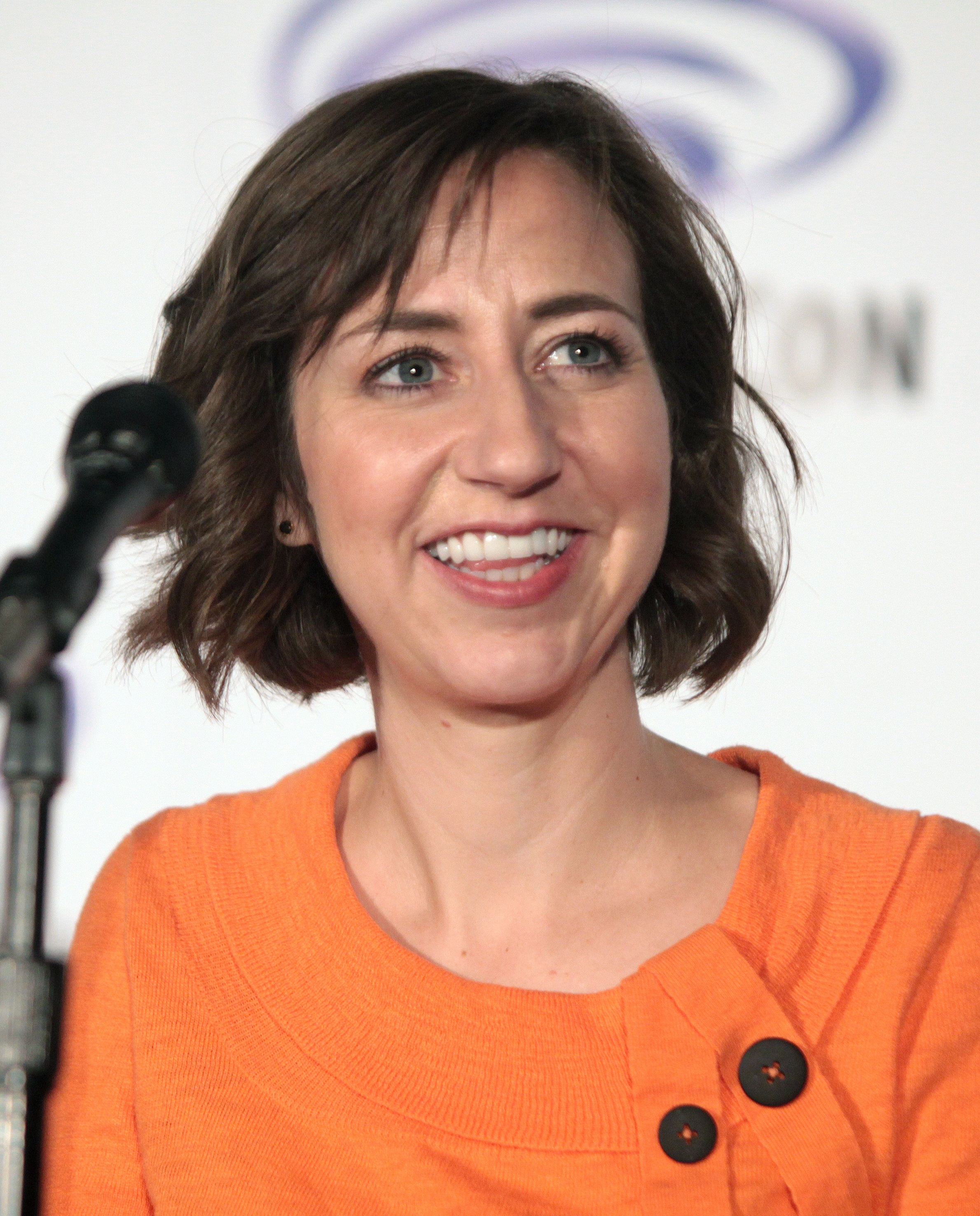
Segundo críticos de televisão, "Live from Studio 6H" permitiu a Kristen Schaal "redimir" a sua personagem em 30 Rock.

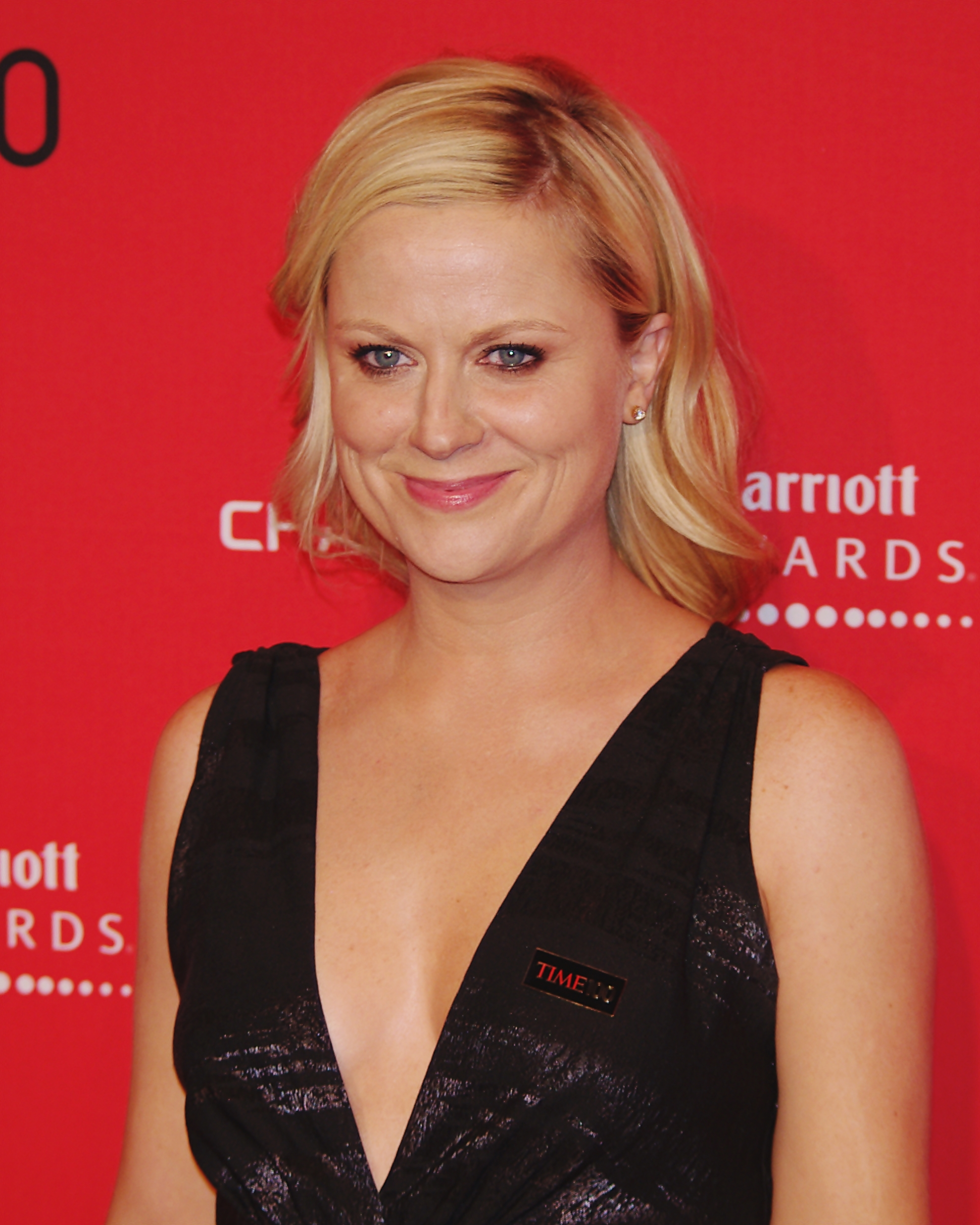
A participação de Amy Poehler foi aclamada pela crítica.

### Acusações de blackface

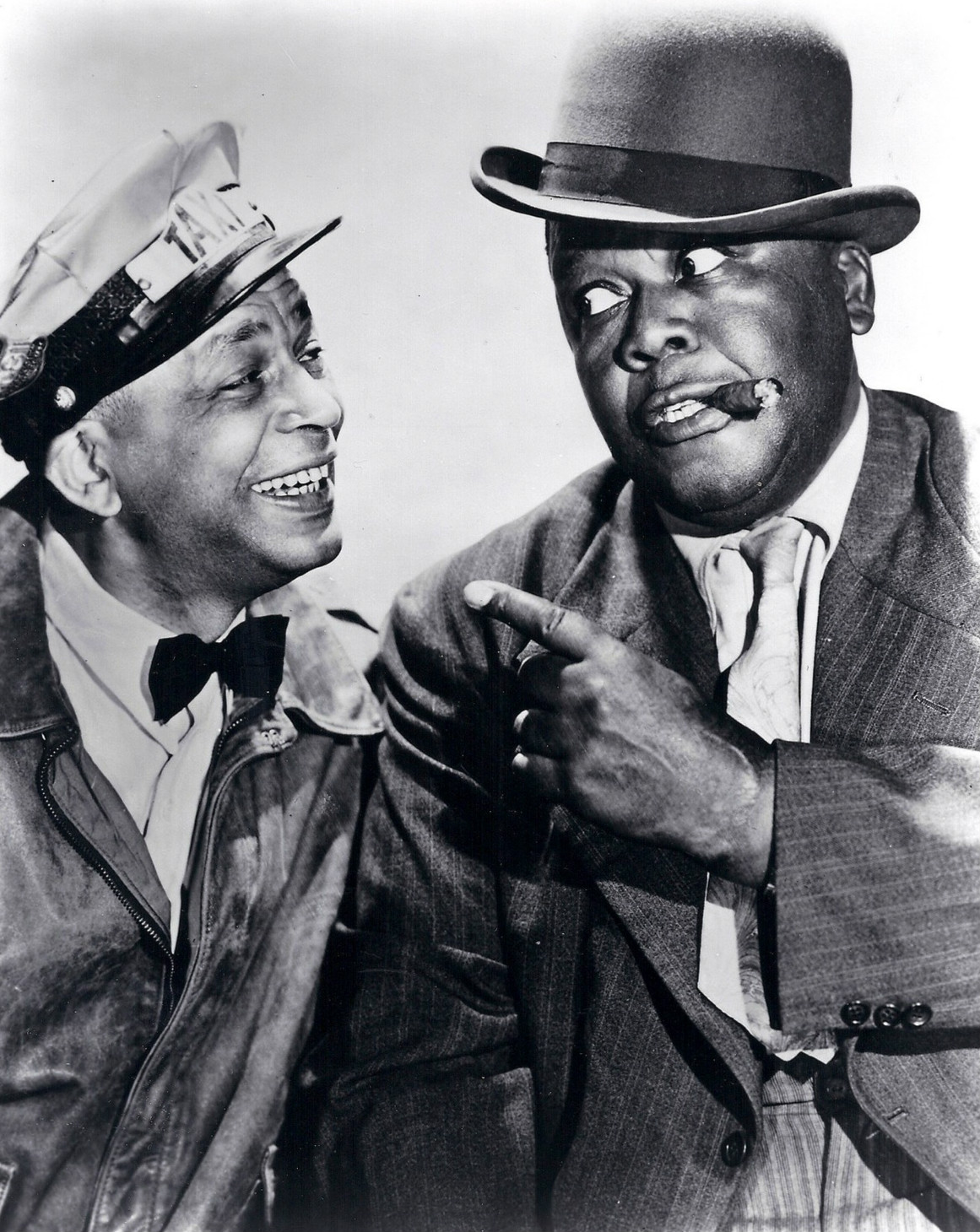
A paródia de Amos 'n' Andy (imagem) no episódio resultou em acusações de blackface.

### Prémios e nomeações

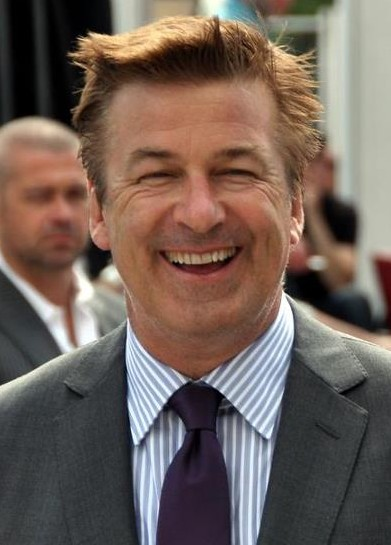
Alec Baldwin recebeu uma nomeação para "Melhor Actor em Série de Comédia" na 64.ª cerimónia anual dos prémios Emmy do horário nobre.

## Produção e desenvolvimento

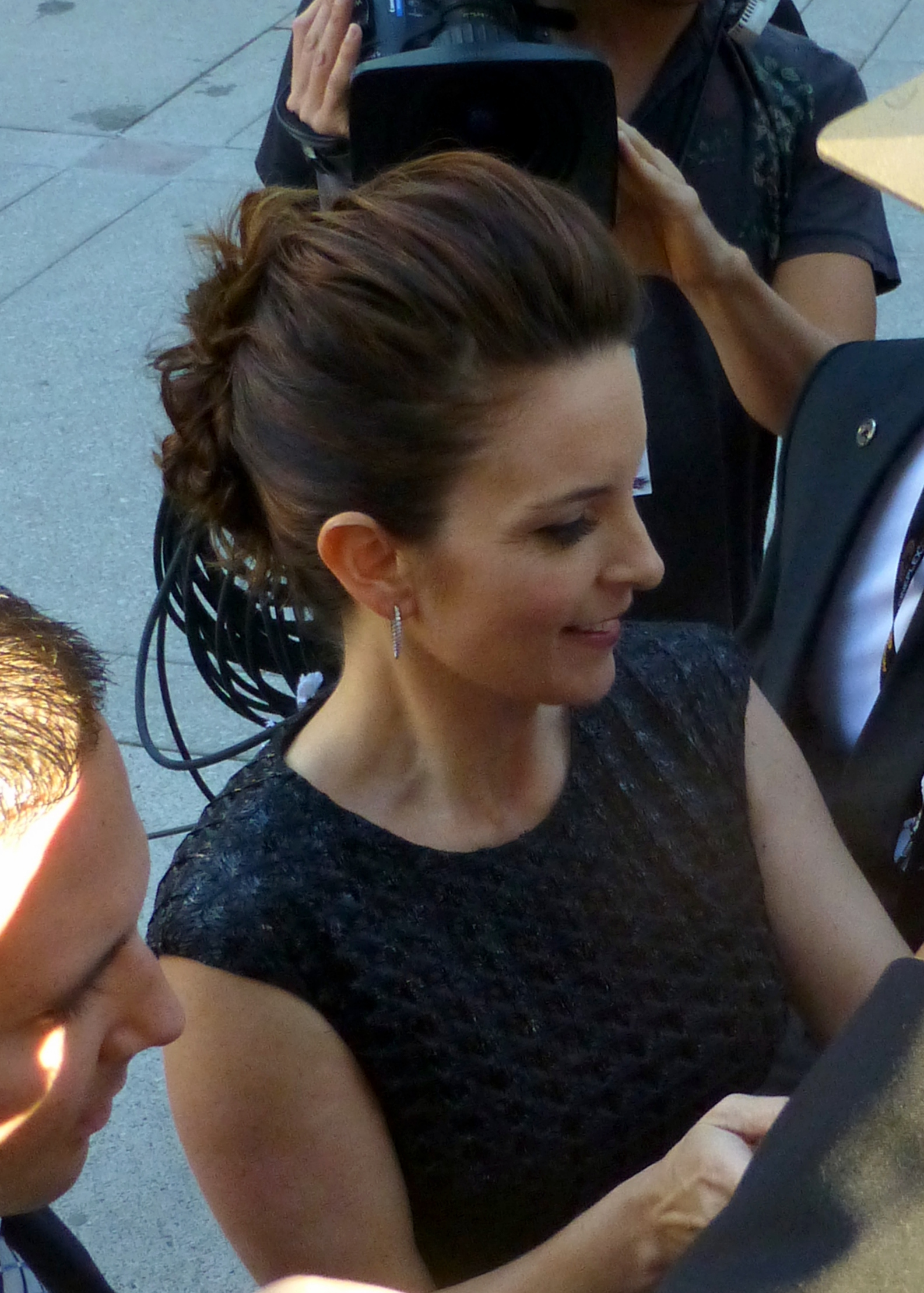
O argumento de "Live from Studio 6H" foi co-escrito por Tina Fey, criadora de 30 Rock.

"Live from Studio 6H" é o décimo nono episódio da sexta temporada de 30 Rock. Teve o seu argumento co-escrito por Jack Burditt e Tina Fey, e foi realizado por Beth McCarthy-Miller. Assim, marcou a décima sexta vez que Burditt trabalhava no guião de um episódio, sendo "100" o seu último guião, enquanto que para Fey — criadora, produtora executiva, actriz principal e argumentista-chefe do seriado — este foi o vigésimo oitavo episódio cujo argumento foi escrito por si, com "Kidnapped by Danger" sendo o trabalho mais recente. Além disso, foi o vigésimo primeiro crédito de realização de McCarthy-Miller e o quinto da temporada, com "Grandmentor" sendo o último realizado por ela.
"Live Show", episódio da quinta temporada, foi transmitido ao vivo na noite de 14 de Outubro de 2010. Em Março do ano seguinte, os executivos da NBC abordaram Fey sobre transmitir um episódio ao vivo mais uma vez, deixando a criadora do seriado surpresa: "Nós estávamos tipo, 'Ah sim, claro!' É muito divertido fazer e eu não pensei que eles fossem pedir para fazê-lo novamente porque eu acho que custa muito dinheiro." Por outro lado, Jack McBrayer afirmou que seria "uma aventura fazê-lo novamente," enquanto Tracy Morgan expressou: "Vai ser eléctrico. É ao vivo, você fica com uma responsabilidade total. Eu adoro isso, não há nada como entretenimento ao vivo." Esta informação viria a ser confirmada através do produtor e actor principal Alec Baldwin, que inicialmente esta céptico sobre repetir a experiência, em entrevista para o programa de televisão Extra a 21 de Março, na qual revelou que um episódio ao vivo seria realmente emitido na noite de 26 de Abril. Segundo um comunicado de imprensa publicado pela NBC oito dias depois, o propósito de mais um episódio ao vivo era de trazer uma melhoria para a audiência baixa que a temporada vinha a registar desde o início do ano. Tal como em "Live Show", ao invés dos Estúdios Silvercup, localizados em Long Island nos quais 30 Rock é normalmente gravado, "Live from Studio 6H" foi filmado no Estúdio 8H, no qual o SNL e vários outros programas de televisão e de rádio clássicos da NBC são normalmente gravados. Contrariamente aos estúdios Silvercup, o Estúdio 8H, situado no 30 Rockefeller Plaza no bairro nova-iorquino de Midtown Manhattan, é configurado para filmagem em câmara múltipla e para acomodar um público ao vivo.
"Inicialmente, eu não estava muito interessado na ideia porque o programa ao vivo não é o nosso [tipo] de programa. O nosso seriado é um tipo de coisa de ritmo mais rápido e mais revisado. Quando eles me deram o guião para o [episódio] ao vivo, era tão engraçado — tinha mesmo um conceito grande, uma tomada grandiosa. Se fizermos isto ao vivo de vez em quando, ficaremos mais adeptos sobre como fazer este programa ao vivo. Da última vez, eu achei que o episódio tivesse sido O.K., para mim, falando apenas pessoalmente. Não fui capaz de me engajar e estar lá e mantê-lo vivo quando uma piada morre, como no SNL."
— Alec Baldwin, produtor e actor principal de 30 Rock, a expressar os seus sentimentos acerca de filmar um novo episódio ao vivo.
Antes de iniciar a escrita do argumento do episódio, Fey aguardou para que McCarthy-Miller, que também dirigiu "Live Show", estivesse disponível para realizar o episódio, como de acordo com Fey, a realizadora "é literalmente a única pessoa que o pode fazer, porque ela dirigiu ambos 30 Rock e concertos de intervalo do Super Bowl e tal. Ela simplesmente não teme a pressão." Fey e a realizadora se conheceram enquanto a primeira ainda trabalhava no programa de televisão humorístico Saturday Night Live (SNL), no qual McCarthy-Miller foi realizadora por quase onze anos (1995-2006) e Fey, além de membro do elenco principal juntamente com Tracy Morgan, foi também argumentista-chefe do SNL entre 1999 e 2006. Vários membros do elenco do SNL já fizeram participações em 30 Rock, inclusive os comediantes Fred Armisen, Jimmy Fallon, Will Forte, Chris Parnell, e Amy Poehler, que participaram todos de "Live from Studio 6H". Outros membros do elenco de SNL que participaram de 30 Rock incluem Rachel Dratch, Andy Samberg, Kristen Wiig, Jason Sudeikis, Molly Shannon, Horatio Sanz, Jan Hooks, e Siobhan Fallon Hogan. Alec Baldwin apresentou o SNL por dezassete vezes, o maior número de episódios por qualquer apresentador do programa.
Em Novembro de 2011, foi revelado que a comediante e actriz norte-americana Kristen Schaal faria uma participação em vários episódios da sexta temporada de 30 Rock. Neste episódio, o seu sexto no seriado, Schaal interpretou a estagiária Hazel Wassername, substituta do estagiário Kenneth Parcell (Jack McBrayer). Em uma entrevista com Michael O'Connell para o portal de entretenimento The Hollywood Reporter, a actriz declarou que assistia à série há muito tempo e estava muito feliz por poder contracenar com o elenco. Embora a lista completa dos artistas que iriam participar de "Live from Studio 6H" fora mantida secreta até à transmissão, Fey revelou que Donald Glover, membro da equipa de argumentistas de 30 Rock que já havia escrito o guião do Episódio 210 e "The Funcooker" e feito aparições curtas em episódios anteriores, iria fazer uma participação, assim como o actor Jon Hamm, que participou de cinco episódios nas terceira e quarta temporadas da série como o Dr. Drew Baird. Todavia, o nome do primeiro não foi listado na sequência dos créditos finais de "Live from Studio 6H", assim como o do figurante Patrick Cotnoir. A personalidade norte-americana Kim Kardashian também revelou que participaria do episódio antes da transmissão para a Costa Ocidental, enquanto o actor canadiano Cheyenne Jackson fez a sua décima participação e primeira desde "100" na quinta temporada. Outras participações incluem o apresentador de televisão Brian Williams na sua sétima vez em 30 Rock na transmissão para a Costa Ocidental, e o músico inglês Paul McCartney na transmissão para a Oriental.

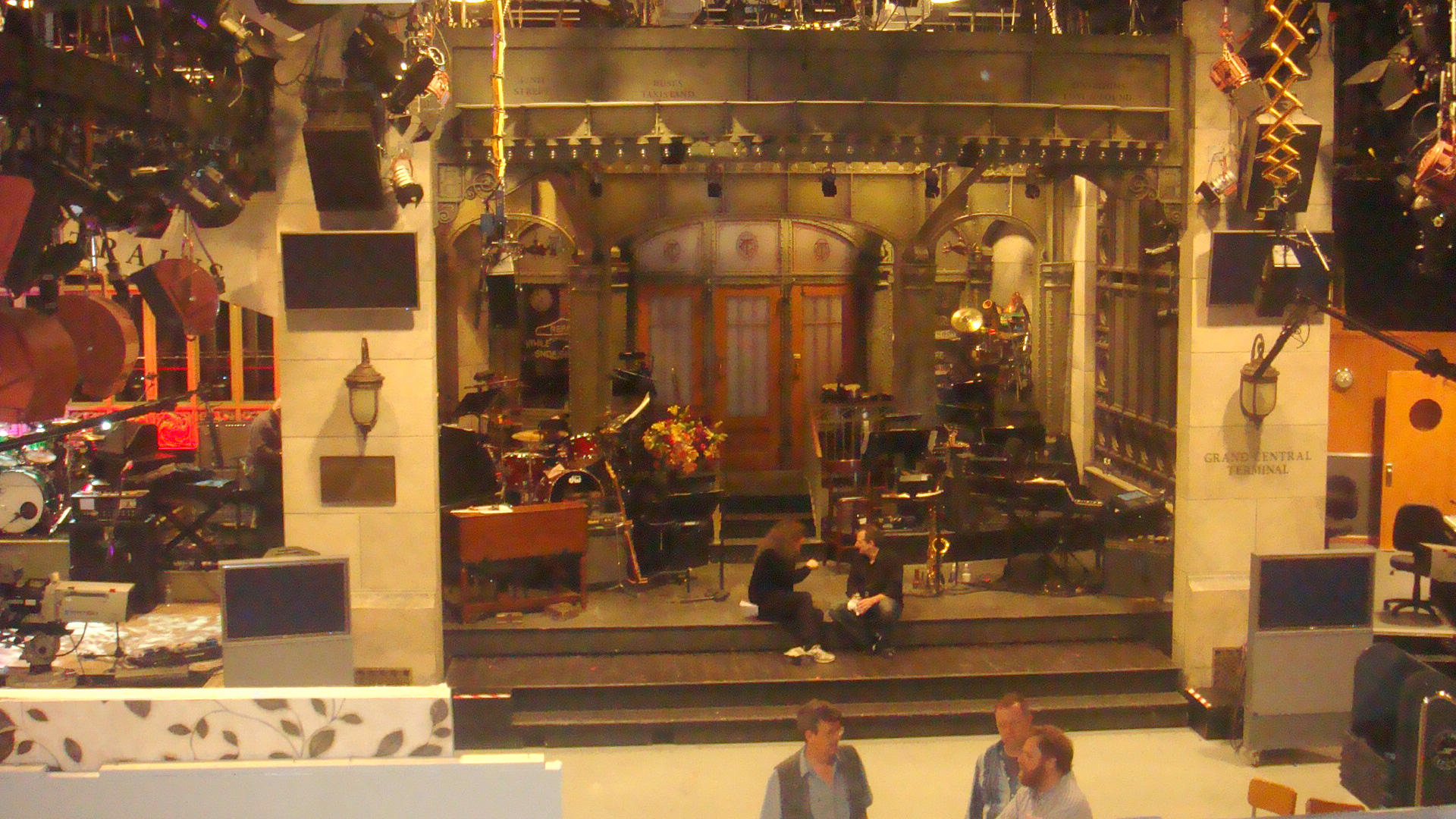
"Live from Studio 6H" foi filmado e transmitido ao vivo do Estúdio 8H em Nova Iorque.

O actor e comediante Judah Friedlander, intérprete da personagem Frank Rossitano em 30 Rock, é conhecido pelos seus bonés de camioneiro de marca registada que usa dentro e fora da personagem Frank. Os chapéus normalmente apresentam palavras ou frases curtas estampadas neles. Friedlander afirmou que ele próprio é quem faz os acessórios. Revelou também que "alguns deles são brincadeiras íntimas, e alguns são simplesmente piadas." A ideia veio do persona de Friedlander nas suas apresentações de comédia stand-up, nas quais os objectos de adorno estão todos estampados com a escrita "campeão mundial" em línguas e aparências diferentes. Em "Live from Studio 6H", Frank usa um boné que lê "Low Voltage". Por sua vez, Fred Armisen, que também interpreta Frank em analepses neste episódio, usa um boné que lê "Frank 2.0".
Vários temas musicais instrumentais foram usados em "Live from Studio 6H", todos eles sob escolha de Jeff Richmond — criador dos temas musicais, produtor executivo e esposo da criadora do seriado. Dentre os temas, estão inclusos: "Window Gazing", composto pelo britânico Ivor Slaney; "Scurry Along", composto pelo britânico Charles Williams; "Dance of the Lights", pelo norte-americano Buddy Baker; "Martial Crisis" e "When We Count the Raindrops", ambos pelo russo-americano Jack Shaindlin. No DVD da sexta temporada de 30 Rock, vários bónus de "Live from Studio 6H" foram inclusos, tais como um comentário em áudio com Jane Krakowski e Richmond, a versão transmitida na Costa Ocidental, e o segmento Live from Studio 6H Warm Up estrelado por Krakowski e Cheyenne Jackson.

## Enredo
No seu escritório, Jack Donaghy (interpretado por Alec Baldwin) tem uma conversa com Liz Lemon (Tina Fey) sobre a insolvência financeira da televisão ao vivo na qual informa-lhe que o TGS, programa criado por Liz, será a partir dali pré-gravado e transmitido após edição. Inicialmente, ela se opõe à decisão, porém, quando Jack informa-lhe que ela apenas terá que trabalhar duas vezes por ano, Liz concorda. No entanto, o contínuo Kenneth Parcell (Jack McBrayer), amante da televisão ao vivo que acompanha Paul McCartney/Kim Kardashian para a casa de banho do escritório de Jack, fica abalado com a novidade. Os rumores sobre esta decisão espalham-se rapidamente pelos estúdios do TGS, levando Kenneth a convocar uma reunião no camarim de Tracy Jordan (Tracy Morgan) com a equipa e elenco do TGS, à excepção de Hazel e Jenna. Com todos dentro do camarim, o contínuo tranca a porta e engole a chave de modo a impedir que alguém saia do compartimento até que seja idealizada uma solução para manter o TGS transmitido ao vivo.
Entretanto, ao tomarem conhecimento sobre a última transmissão ao vivo do TGS, Hazel Wassername (Kristen Schaal) e Jenna Maroney (Jane Krakowski) procuram oportunidades de passarem por cima da Comissão Federal de Comunicações (FCC) com procedimentos ultrajantes: Hazel pretende fazer uma aparição surpresa em uma das esquetes, enquanto Jenna falou com o seu namorado Paul L'astnamé (Will Forte) para que a pedisse em casamento ao vivo, concretizando um sonho seu desde os três anos de idade. Porém, Paul está contra esta ideia e, após expressar a sua falta de vontade, vai embora. Enquanto procura por ele em desespero, Jenna apercebe-se que na verdade não se importa realmente com o pedido ao vivo.
Finalmente, após abordar vários programas de televisão clássicos da NBC, Kenneth eventualmente consegue convencer a todos sobre a importância da televisão ao vivo, excepto os ainda relutantes Liz e Jack, que continuam cépticos até Tracy falar sobre uma teleton ao vivo ocorrida no passado da qual Jack e Liz se apercebem ter também feito parte de. Então, Kenneth regurgita a chava e permite que todos saiam do camarim de Tracy. Já no palco do TGS, tal como planeado, Paul interrompe a transmissão ao vivo para propor Jenna em casamento. Porém, esta nega o pedido, afirmando que este deve sim ser um acontecimento privado. Logo após isto, Hazel aparece de surpresa e rasga uma foto de Sinéad O'Connor.
O episódio termina com uma despedida do elenco e equipa no palco, comandada por Fey ao estilo de SNL. Segundo o portal Vulture, houve 26 diferenças entre as transmissões para as Costas Oriental e Ocidental dos Estados Unidos.

## Referências culturais

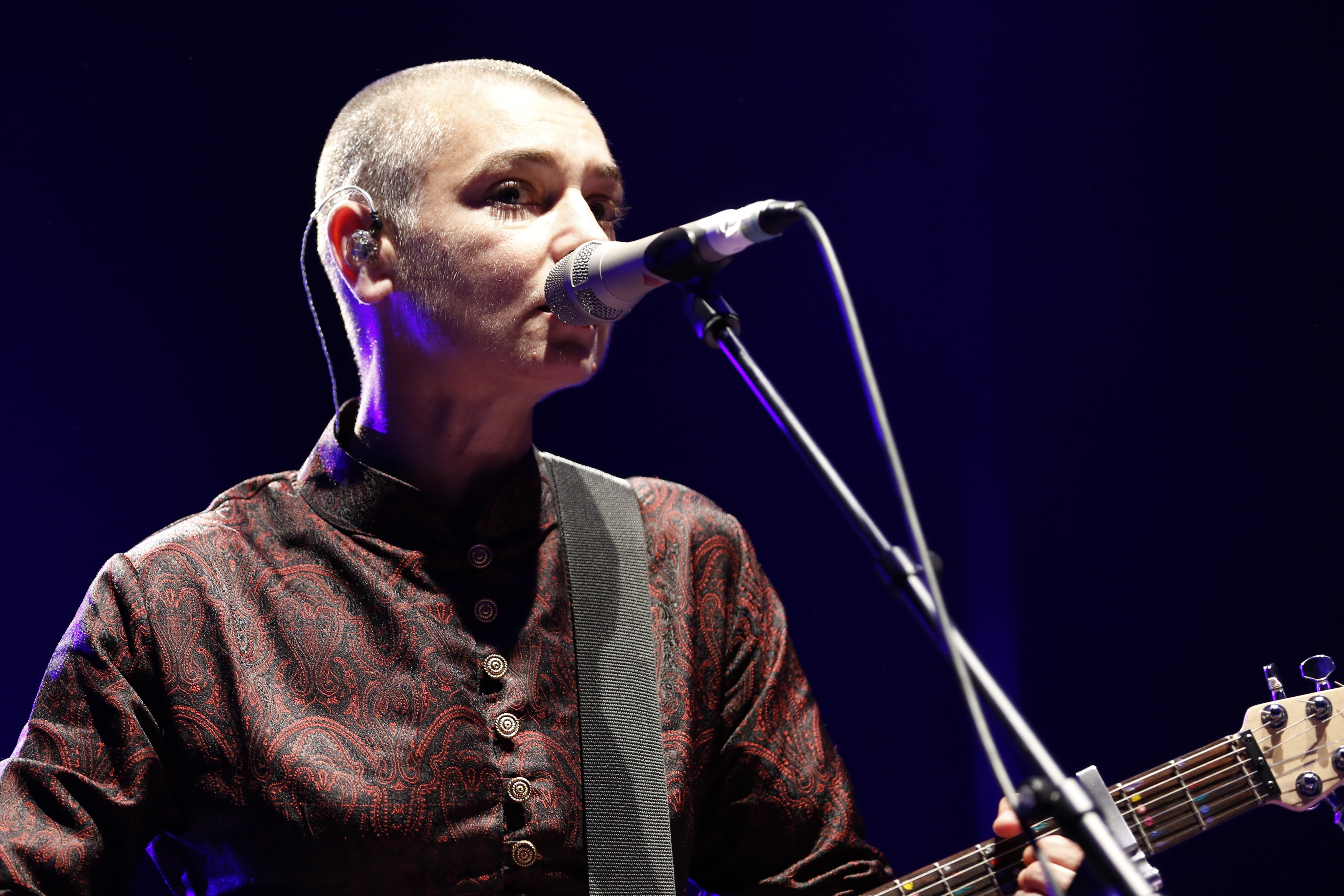
Um evento controverso protagonizado por Sinéad O'Connor foi parodiado em "Live from Studio 6H".

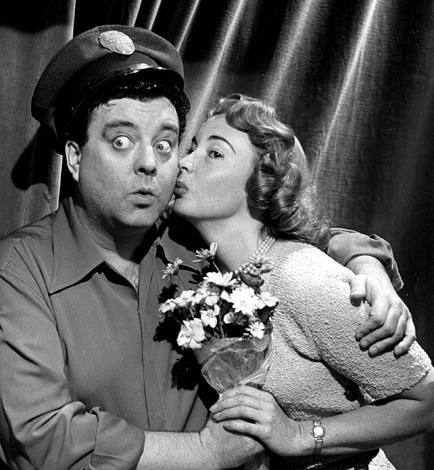
O episódio fez uma paródia de The Honeymooners.

### Audiência

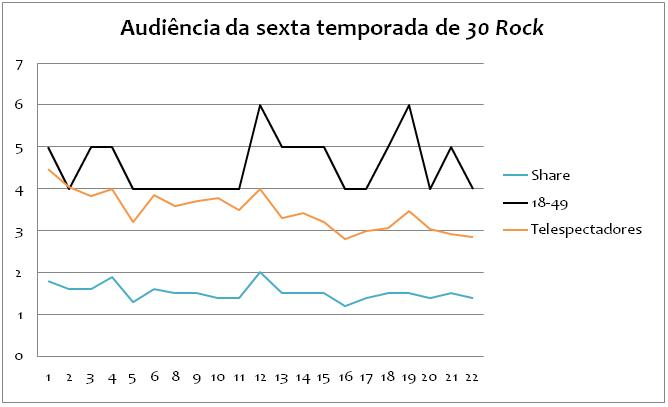
"Live from Studio 6H", representado pelo número dezanove na coluna das abcissas, marcou a melhor audiência de 30 Rock em seis semanas.